# David Faber
David H. Faber (nacido el 10 de marzo de 1964) es periodista financiero y analista de noticias de mercado para la cadena de televisión por cable CNBC. Actualmente es uno de los coanfitriones del programa matutino de CNBC Squawk on the Street.

## Carrera
Faber se unió a CNBC en 1993 después de siete años en Institutional Investor. Ha sido apodado "The Brain" por sus compañeros de trabajo de CNBC, y ha presentado varios documentales sobre corporaciones, como Wal-Mart y eBay. The Age of Walmart le valió a Faber un Premio Peabody 2005 y un Premio de la Universidad Alfred I. duPont-Columbia para Periodismo de Radiodifusión. En 2010, compartió el Premio Gerald Loeb al periodismo empresarial de televisión por "House of Cards".
En 2001, Faber fue considerado un fuerte contendiente para el copresentador de la entonces popular Moneyline de CNN.
Además de Squawk on the Street, Faber alberga el programa mensual de la red, Business Nation, que se estrenó el 24 de enero de 2007.
Faber es el autor de tres libros; The Faber Report (2002), And Then the Roof Caved In (2009), y House of Cards: The Origins of the Colapse (2010).

## Vida personal
En 2000, Faber se casó con Jenny Harris, quien es periodista de negocios / productora de televisión, hija del abogado Jayne Harris (Hall Dickler Kent Goldstein & Wood) y la actriz de As the World Turns, Marie Masters, y la hermana gemela del músico Jesse Harris. Faber se graduó cum laude en 1985 de la Universidad de Tufts, donde obtuvo una licenciatura en inglés.

## Presentador
- Business Nation (24 de enero de 2007-presente)
- Bull Session (1997)